# 國立臺東大學

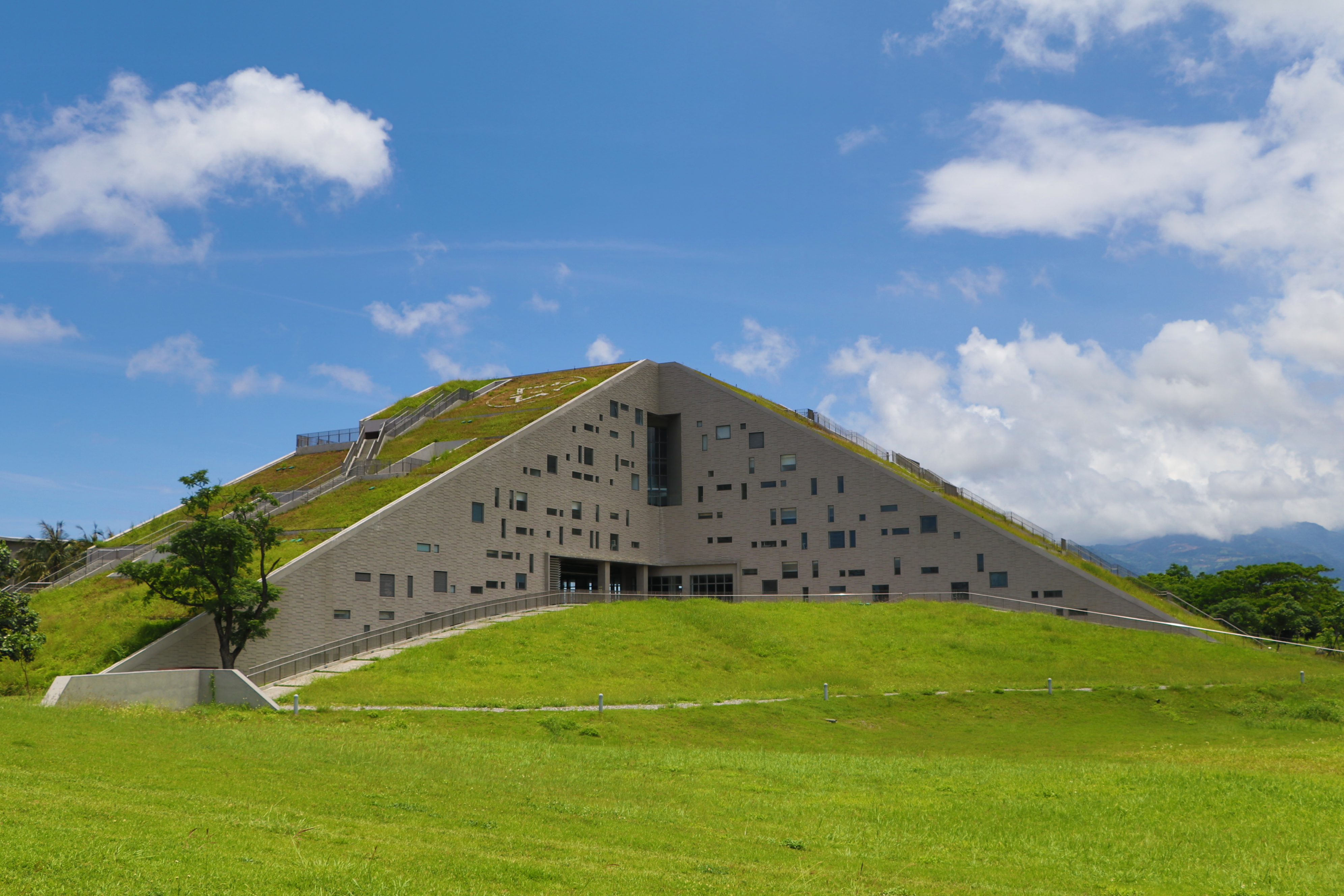
國立台東大學知本校區圖書館

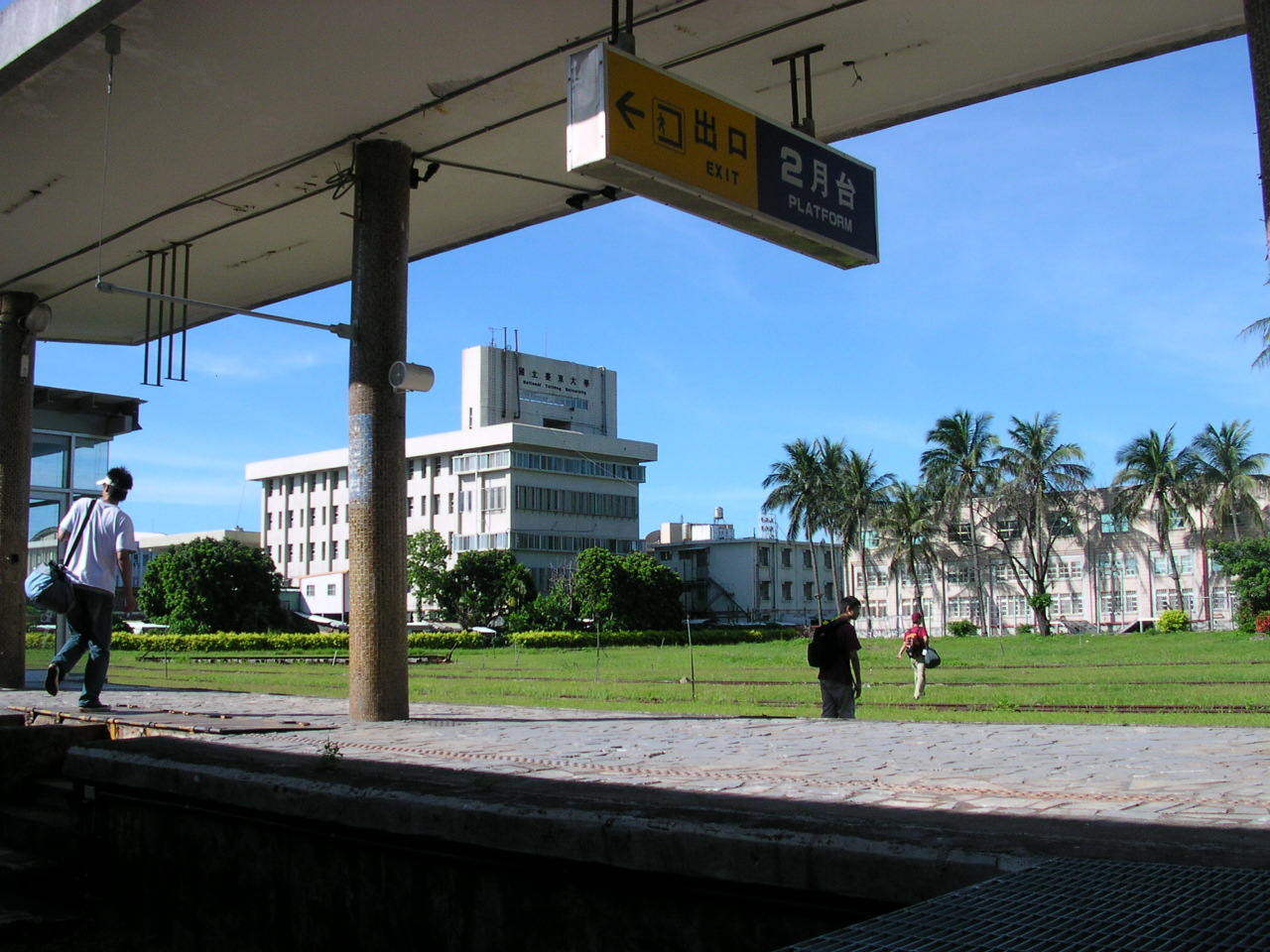
國立臺東大學臺東校區，自臺東舊火車站內拍攝。

國立臺東大學（簡稱東大、NTTU），是一所位於臺灣臺東縣臺東市的綜合型國立大學，前身為1948年創立的臺灣省立臺東師範學校。現有臺東校區以及2007年啟用的知本校區。知本校區廣達60公頃，該校現主要發展、行政單位及所有學院系所等，皆設立於知本校本部。設有理工、人文、師範三個學院。

## 校史

### 師範時期
1946年第二次世界大戰結束後，中華民國國民政府為了發展地方教育，在臺灣省立臺東中學及臺東女中各附設「簡易師範科」一班，招收國民學校畢業生，修業四年。
1948年2月中華民國教育部鑑於其教育目標及課程設備等均與普通中學不同，乃將兩校附設之簡師班合併，正式成立「臺灣省立臺東師範學校」。同年8月增設「普通師範科」，招收初中畢業生，修業三年；同時並商得臺東縣政府同意，撥用臺東市中華路一段臺東校區現址建校。其後，為因應山地學校師資不足及地方教育發展之需要，曾辦過供原住民籍國民學校畢業生就讀的一年制補習班，及招收高中（職）畢業生的一年制「教育學科選修班」、「特別師範科」等。
1967年8月為了配合教育部提高國民學校師資素質的政策，奉命改制為「臺灣省立臺東師範專科學校」，分設「國校師資科」（後改稱「普通科」）及全國唯一的「國校體育師資科」（後改稱「體育科」），開始招收初中（職）畢業生，修業五年（六十九學年度起須另加實習一年）。其後，並曾設置暑期二年制國校師資科、三年制普通師範科等，辦理在職國民小學教師的進修教育，以提昇其專業及專門知能，提高其教學品質。
1985年教育部為配合世界各主要國家師範教育發展趨勢，進一步提升國小師資素質，決定將臺灣地區九所省（市）立師範專科學校於兩年後全面改制為師範學院，使小學師資均能具備大學程度。
1987年8月改制為「臺灣省立臺東師範學院」，開始招收高中（職）畢業生。
1991年7月改隸為「國立臺東師範學院」。設有初等教育學系（分設輔導組、特教組等）、社會科教育學系、語文教育學系、數理教育學系（分設設數學組、自然組）、體育學系。
1992年增設幼兒教育學系。
1996年增設兒童文學研究所、美勞教育學系。
1998年臺東縣政府同意撥用近60公頃知本校區現址做為建校用地。
2000年數理教育學系數學組獨立為數學教育學系；數理教育學系自然組獨立為自然科學教育學系（分設生物組、物理組、化學組）。增設資訊教育學系。
2002年增設南島文化研究所、語文教育學系碩士班。

### 改名大學之後
2003年8月1日為平衡東臺灣高等教育資源之不足，遂改名為國立臺東大學，為臺東縣唯一的大學、綜合大學及國立大學，設有師範學院、人文學院、理工學院。國立臺東體育實驗高級中學改隸國立臺東大學為國立臺東大學附屬體育高級中學。
2004年增設區域政策與發展研究所、生命科學研究所、公共事務管理碩士學位在職進修專班、英美語文學系。數理教育學系改名數學學系，自教育學院改隸理工學院。資訊教育學系分拆為資訊管理學系、資訊工程學系。
2006年語文教育學系改名華語文學系、音樂教育學系改名音樂學系，皆自原師範學院改隸人文學院。語文教育學系碩士班改為語文教育研究所。自然科學教育學系自原師範學院改隸理工學院。
2007年增設生命科學系、身心整合與運動休閒產業學系。美勞教育學系改名美術產業發展學系。同年9月26日，國立臺東大學知本校區揭牌啟用，人文學院全院及全校一年級學生於新學期開始搬遷至知本校區上課。
2008年美術產業發展學系改名美術產業學系；自然科學教育學系改名應用科學系（分設應用物理組、化學暨奈米科學組）。
2011年語文教育研究所併入華語文學系為碩士班。增設公共與文化事務學系、數位媒體與文教產業學系。原區域政策與發展研究所、南島文化研究所併入公共與文化事務學系為區域政策與發展研究碩士班、南島文化研究碩士班。
2012年增設音樂學系碩士班。社會科教育學系改名文化資源與休閒產業學系。
2013年公共與文化事務學系區域政策與發展研究碩士班，改名公共與文化事務學系公共事務研究碩士班。
2014年臺東校區所有行政單位及理工學院、師範學院等，全數遷移至知本校區，知本校區正式取代臺東校區成為校本部。原臺東校區轉型為「國立臺東大學產學創新園區」。知本校本部所在路名改為大學路。增設運動競技學士學位學程、國語文補救教學碩士在職專班(暑期班)。
2015年數學系改名應用數學系。
2016年增設綠色與資訊科技學士學位學程。承辦第四十六屆全國大專院校運動會。
2017年增設綠色產業高階管理碩士在職專班。
2018年增設高齡健康與照護管理原住民專班、大數據管理應用學士二年制在職學位學程。
2019年增設生物醫學碩士學位學程、幼兒教育學系原住民專班
2020年增設英美語文學系碩士班、資訊工程學系碩士班、教育學系學校行政碩士在職專班(暑期班)、公共與文化事務學系社會工作二年制在職專班、食品生物技術應用二年制在職學位學程。
2021年增設美術產業學系碩士班、數位媒體與文教產業學系碩士班。公共與文化事務學系公共事務研究碩士班改名公共與文化事務學系區域發展與社會創新碩士班。
2024年，增設綠能與資訊科技學系、競技與運動科學學系、數位媒體與文教產業學系碩士在職專班、高齡健康與照護管理二年制在職學位學程；停招運動競技學士學位學程、綠色與資訊科技學士學位學程。

## 組織

### 行政單位
| 行政單位 | 校長室               | 秘書室         |
| 行政單位 | 學務處               | 教務處         |
| 行政單位 | 總務處               | 校務研究辦公室 |
| 行政單位 | 人事室               | 主計室         |
| 行政單位 | 圖書資訊館           | 運動與健康中心 |
| 行政單位 | 產學營運暨推廣教育處 | 師資培育中心   |
| 行政單位 | 區域網路中心         | 通識教育中心   |
| 行政單位 | 教學發展中心         |                |

### 學術單位
| 師範學院 | 教育學系 課程與教學碩士班 教育研究碩士班 教育行政碩士在職專班 課程與教學碩士在職專班 學校行政碩士在職專班 教育研究博士班 | 體育學系暨碩士班                             |
| 師範學院 | 幼兒教育學系暨碩士班 原住民專班 幼兒教育學士後學位學程教保員專班                                                         | 特殊教育學系暨碩士班                         |
| 師範學院 | 文化資源與休閒產業學系暨碩士班                                                                                           | 數位媒體與文教產業學系暨碩士班、碩士在職專班 |
| 師範學院 | 運競技與運動科學學系 | 師範學院休閒事業管理碩士在職專班             |
| 師範學院 | 國語文補救教學碩士在職專班                                                                                               |                                              |

| 理工學院 | 應用科學系暨碩士班 學士班物理組 學士班奈米科學組      | 應用數學系                                                                             |
| 理工學院 | 生命科學系暨碩士班 食品生物技術應用二年制在職學位學程 | 生物醫學碩士學位學程                                                                   |
| 理工學院 | 資訊工程學系暨碩士班、碩士在職專班                    | 資訊管理學系暨碩士班 產業管理與數位行銷進修學士班 環境經濟資訊管理碩士在職專班(假日班) |
| 理工學院 | 綠能與資訊科技學系                                    | 綠色產業高階管理碩士在職專班                                                           |
| 理工學院 | 高齡健康與照護管理原住民專班                          | 大數據管理應用學士二年制在職學位學程                                                   |
| 理工學院 | 應用科學與生物技術博士班                              | 綠能與資訊科技碩士學位學程                                                             |
| 理工學院 | 高齡健康與照護管理二年制在職學位學程                  |                                                                                        |

| 人文學院 | 身心整合與運動休閒產業學系                     | 華語文學系暨碩士班                                                                                       |
| 人文學院 | 英美語文學系暨碩士班                           | 音樂學系暨碩士班                                                                                         |
| 人文學院 | 美術產業學系暨碩士班、碩士在職專班             | 公共與文化事務學系 區域發展與社會創新碩士班 南島文化研究碩士班 南島文化研究博士班 社會工作二年制在職專班 |
| 人文學院 | 兒童文學研究所（碩士班、碩士在職專班、博士班） | |

### 研究中心
|                          | 南島文化中心     | 原住民族教育及社會發展研究中心 |
| 東部生物經濟中心         | 兒童讀物研究中心 |                                |
| 產業物聯網大數據研究中心 | 語文發展中心     |                                |
| 美術產學中心             | 特殊教育中心     |                                |
| 科學教育中心             |                  |                                |

## 歷任校長
| 姓名       | 起迄時間                    | 任期時事                                       |
| ---------- | --------------------------- | ---------------------------------------------- |
| 王家驥     | 1947年8月—1948年3月         | 正式成立臺灣省立臺東師範學校。                 |
| 劉寅讓     | 1948年4月—1949年7月         |                                                |
| 王泳       | 1949年8月—1951年4月         |                                                |
| 劉求南     | 1951年4月—1955年8月         |                                                |
| 李式相     | 1955年8月—1958年2月         |                                                |
| 劉慶廉     | 1958年2月—1967年2月         |                                                |
| 劉效騫     | 1967年2月—1976年9月         | 改制為臺灣省立臺東師範專科學校。               |
| 張訓誥     | 1976年9月—1985年9月         |                                                |
| 王清波     | 1985年9月—1987年8月         |                                                |
| 李保玉     | 1987年8月—1993年7月         | 改制為臺灣省立臺東師範學院、國立臺東師範學院。 |
| 黃達三代理 | 1993年8月—1994年7月         |                                                |
| 方榮爵     | 1994年8月—2000年8月16日     | 成立國立臺東大學籌備處。                       |
| 黃茂樹     | 2000年8月16日—2000年9月29日 |                                                |
| 侯松茂代理 | 2000年10月30日—2002年1月7日 |                                                |
| 郭重吉     | 2002年1月7日—2008年1月7日   | 2003年8月1日改制為國立臺東大學。               |
| 蔡典謨     | 2008年1月7日—2012年1月7日   |                                                |
| 劉金源     | 2012年2月1日—2016年1月31日  |                                                |
| 曾耀銘     | 2016年2月1日—2024年1月31日  |                                                |
| 鄭憲宗     | 2024年2月1日—現任           |                                                |

## 歷任學生會會長
| 姓名       | 起迄時間                           | 副會長                        | 備註           |  |
| ---------- | ---------------------------------- | ----------------------------- | -------------- |  |
|            | 2005年6月—2006年5月                |                               |                |  |
| 鐘育楷     | 2006年6月—2007年5月                | 王泰翔 曾千華                 | 第二屆         |  |
|            | 2007年6月—2008年5月                |                               |                |  |
| 陳瑋婷     | 2008年6月—2009年5月                | 蔡品潔                        | 第四屆         |  |
| 黃國華     | 2009年6月—2010年5月                | 吳菁華                        | 第五屆         |  |
| 楊欣       | 2010年6月—2011年5月                | 秦郡主 傅宜敏                 | 第六屆         |  |
| 陳宜吟     | 2011年6月1日—2012年5月31日         | 張銘哲                        | 第七屆         |  |
| 李明鍵     | 2012年6月1日—2013年5月31日         | 盧子軒                        | 第八屆         |  |
| 鄭寶勛     | 2013年6月1日—2014年5月31日         | 杜立方                        | 第九屆         |  |
| 徐靖洋     | 2014年6月1日—2015年1月31日         | 張桂楨                        | 第十屆         |  |
| 張桂禎代理 | 2015年2月1日—2015年5月31日         |                               |                |  |
| 廖祐閔     | 2015年6月1日—2016年5月31日         | 李育陞                        | 第十一屆       |  |
| 謝一鵬     | 2016年6月1日—2017年5月31日         | 劉冠廷                        | 第十二屆       |  |
| 游欣柔     | 2017年6月1日—2018年5月31日         | 簡宏毅 蔡東翰                 | 第十三屆       |  |
| 陳佳品     | 2018年6月1日—2019年5月31日         | 彭宇宏                        | 第十四屆       |  |
| 李俊辰     | 2019年6月1日—2020年5月31日         |                               | 第十五屆       |  |
| 萬立庠     | 2020年6月1日—2021年6月30日因疫延任 | 陳宥綺提早畢業                | 第十六屆       |  |
| 郭武嚳     | 2021年7月1日—2022年6月30日任期改制 | 蔡心瑜                        | 第十七屆       |  |
| 鄒崙       | 2022年7月1日—2023年6月30日         | 錢請辭 莊龍翔非經選舉         | 第十八屆       |  |
| 李則旻     | 2023年7月1日—2024年6月30日         | 岳可恩非經選舉 楊明齊非經選舉 | 第十九屆       |  |
| 陳名謙彈劾 | 2024年7月1日—2024年10月16日        | 江孟錡請辭 林穎霆             | 第二十屆       |  |
| 林穎霆代理 | 2024年10月16日—2024年11月25日      |                               | 因故請辭       |  |
| 陳昱凱代理 | 2024年11月25日—2025年7月31日       |                               | 原秘書部長繼任 |  |
| 黃祺恩     | 2025年8月1日—現任                  | 溫崇廣                        | 第二十一屆     |  |

## 歷任學生議會議長
| 姓名   | 起迄時間                    | 副議長                                | 備註     |
| ------ | --------------------------- | ------------------------------------- | -------- |
|        | 2006年6月—2007年5月         |                                       |          |
|        | 2007年6月—2008年5月         |                                       |          |
|        | 2008年6月—2009年5月         |                                       |          |
| 林汝郡 | 2009年6月—2010年5月         | 鍾佩婷                                | 第四屆   |
| 陳卉芝 | 2010年6月—2011年5月         | 林岳霆                                | 第五屆   |
| 林岳霆 | 2011年6月—2012年5月         | 吳柏蓁                                | 第六屆   |
| 簡子瑜 | 2012年6月—2013年5月         | 劉宜朋                                | 第七屆   |
| 李明哲 | 2013年6月—2014年5月         | 張維倫                                | 第八屆   |
| 鄭捷   | 2014年6月—2015年5月         | 林于文                                | 第九屆   |
| 鄭捷   | 2015年6月—2016年5月         | 高淨行                                | 第十屆   |
| 陳禹豪 | 2016年6月—2017年5月         | 張芝菱                                | 第十一屆 |
| 鄭捷   | 2017年6月—2018年5月         | 潘誠佑                                | 第十二屆 |
| 劉川楓 | 2018年6月—2019年5月         | 陳榆蓁                                | 第十三屆 |
| 陳佳品 | 2019年6月—2020年5月         | 劉川楓                                | 第十四屆 |
| 吳禹亨 | 2020年6月—2021年5月         | 陸靖玟                                | 第十五屆 |
| 萬立庠 | 2021年6月—2022年6月因疫延任 | 孫珮芸                                | 第十六屆 |
| 郭武嚳 | 2022年7月—2023年6月任期改制 | 蔡心瑜 陳昀楷（新設第二位副議長職位） | 第十七屆 |
| 陳昀楷 | 2023年7月—2024年6月         | 黃立誠 顏翊羽                         | 第十八屆 |
| 黃立誠 | 2024年7月—2025年7月         | 陳昀楷 顏翊羽                         | 第十九屆 |
| 殷睿成 | 2025年8月—現任              | 劉炫伶 許善哲                         | 第二十屆 |

## 歷任校友總會理事長
| 姓名   | 起迄時間                    | 屆數   |
| ------ | --------------------------- | ------ |
| 王任生 | 2010年3月16日~2014年4月25日 | 第一任 |
| 陳劍賢 | 2014年4月26日~2017年5月25日 | 第二任 |
| 郭大誠 | 2017年5月26日~迄今          | 第三任 |

## 附設學校
- 國立臺東大學附屬體育高級中學
- 國立臺東大學附屬特殊教育學校
- 國立臺東大學附設實驗國民小學

## 外部連結
- 官方网站
- 维基共享资源上的相關多媒體資源：國立臺東大學